# Serraca humperti
Serraca humperti là một loài bướm đêm trong họ Geometridae.